# Серпуховский Вал
Серпухо́вский Вал (историческое написание Серпуховско́й Вал) — улица на юге центра Москвы в Даниловском районе Южного административного округа, ранее (в XVIII—XIX веках) часть Камер-Коллежского вала. Проходит от площади Серпуховская Застава на востоке до пересечения с Шаболовкой и 1-м Рощинским проездом на западе; в западном направлении продолжается как улица Орджоникидзе. Нумерация домов ведётся от площади Серпуховская Застава. С северной стороны примыкает Хавская улица, с южной — 4-й и 5-й Рощинский проезды. Посредине улицы проложен пешеходный бульвар.

## История и происхождение названия
Улица названа по Серпуховской заставе и Камер-Коллежскому валу, частью которого являлась. Образовалась во второй половине XIX века. Современное название с 1922 года, ранее называлась Серпуховской Камер-Коллежский Вал. С 1988 года принято неверное написание Серпуховский вал.

## Примечательные здания и сооружения

### По чётной стороне
- № 2 — Даниловский рынок;
- № 8 — посольство Боливии;
- № 16/25 — храм Тихвинской иконы Божией Матери на Хавской улице (1911—1912, архитектор Н. Г. Мартьянов)
- № 20 — четырёхэтажное здание автоматической телефонной станции (1932 год). Было снесено в конце марта 2015 года вместе с поздними пристройками (стр. 2, 3 и 5) для расчистки места под застройку — АФК «Система» планирует на этом месте строительство восьмиэтажного офисно-жилого здания с паркингом на 76 машиномест.
- № 22, корп. 2 и 3; № 24, корп. 1 и 2; № 28,  памятник архитектуры (региональный) — жилой массив 1927—1930 годов, архитекторы Н. Н. Травин, Б. Н. Блохин и другие.

## Транспорт
- Вблизи площади Серпуховская Застава расположен северный вестибюль станции метро  Тульская. Недалеко от западного конца улицы расположена станция метро  Шаболовская.
- По улице в 1931 году проложена трамвайная линия, используемая в настоящее время маршрутами 16, 38, 39, 47.
- По улице проходит автобус с799.

## Происшествия

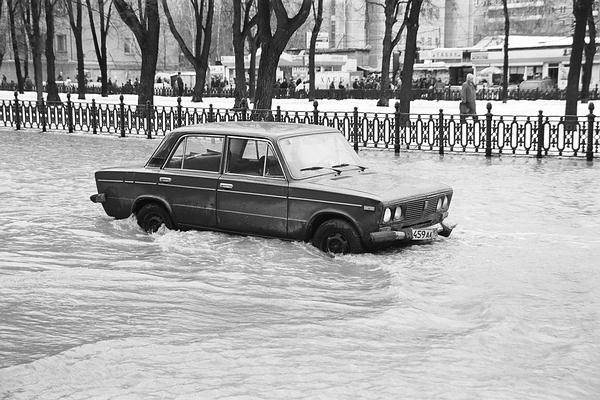

29 февраля 2004 года в результате прорыва трубопровода с холодной водой Серпуховский Вал, а также площадь Серпуховская Застава и начало Большой Тульской улицы были затоплены. В отдельных местах вода поднялась на несколько десятков сантиметров, был полностью затоплен подземный переход под Большой Тульской улицей, вода подступила вплотную ко входу в северный вестибюль станции метро «Тульская».